# Типу крутий охоронець
Типу крутий охоронець — комедійний фільм 2009 року.

## Сюжет
Ронні Барнхардт (у виконанні Сета Рогена) - начальник служби безпеки торгового центру Forest Ridge Mall, і він дуже відданий своїй роботі, яка полягає у забезпеченні дотримання правил торгового центру. Коли в торговому центрі з'являється правопорушник, Ронні бачить у цьому можливість продемонструвати свої незадіяні поліцейські навички і зловити злочинця. У такий спосіб він сподівається не лише вразити свою кохану (її грає Анна Феріс), а й отримати бажану посаду в поліцейській академії.